# Cỗ máy tử thần
Mortal Engines là một bộ phim hậu tận thế năm 2018 của đạo diễn Christian Rivers với kịch bản của Fran Walsh, Philippa Boyens, và Peter Jackson, dựa trên tiểu thuyết cùng tên của Philip Reeve, có sự tham gia của Hera Hilmar, Robert Sheehan, Hugo Weaving, JiHae, Ronan Raftery, Leila George, Patrick Malahide và Stephen Lang. Một bộ phim với sự hợp tác của Mỹ-New Zealand, bộ phim lấy bối cảnh thế giới hậu tận thế, nơi toàn bộ các thành phố được gắn trên bánh xe và cơ giới hóa, và thực hành Darwinism thành phố; vũ trụ điện ảnh của nó khác so với những vũ trụ của những cuốn sách '.
Jackson đã mua bản quyền của cuốn sách vào năm 2009, nhưng lại được công bố chính thức vào năm 2016. Jackson chọn Rivers, người đã giành giải Oscar cho Hiệu ứng hình ảnh xuất sắc nhất cho tác phẩm của mình trong King Kong của ông, để ra mắt đạo diễn với dự án và đồng thời đưa một số thành viên của đội ngũ sản xuất của mình từ loạt phim Lord of the Rings và Hobbit. Việc quay phim diễn ra từ tháng 4 đến tháng 7 năm 2017 tại New Zealand.
Mortal Engines đã ra mắt thế giới vào ngày 27 tháng 11 năm 2018 tại London, được phát hành tại Úc và New Zealand vào ngày 6 tháng 12 năm 2018 và tại Hoa Kỳ vào ngày 14 tháng 12 năm 2018. Bộ phim nhận được vài đánh giá tiêu cực từ các nhà phê bình, vài người trong số đó ca ngợi về hiệu ứng hình ảnh và điểm số nhưng hầu hết chỉ trích về kịch bản và "thiếu nhân cách". Đó là một quả bom phòng vé lớn nhất năm 2018 (một trong 10 quả bom lớn nhất mọi thời đại, tính đến tháng 8 năm 2019), thu về hơn 83 triệu đô la trên toàn thế giới so với ngân sách sản xuất ít nhất 100 triệu đô la, và mất gần 175 triệu đô la.

## Nội dung
Sau một ngàn năm, một cuộc chiến được gọi là Cuộc chiến Sáu mươi phút nổ ra và khiến cho Trái Đất kiệt quệ, tài nguyên giảm sút, tàn dư của nhân loại đã tập hợp lại và xây dựng nên các thành phố di động khổng lồ trên các bánh xe, được gọi là các "Thành phố Di động". Theo triết lý được gọi là "Chủ nghĩa Darwin thuộc về thành phố", các thành phố lớn săn lùng và bắt các thành phố nhỏ hơn trong "Bãi săn Lớn", bao gồm Vương quốc Anh và toàn lục địa châu Âu. Ngược lại, các khu định cư của "Liên đoàn Phản Động" đã phát triển một nền văn minh bao gồm các "thành phố tĩnh" ở châu Á do Shan Guo (trước đây là Trung Quốc) lãnh đạo, được bảo vệ bởi "Bức tường Khiên". Các di tích của công nghệ thế kỷ 21 như lò nướng bánh, máy tính và điện thoại thông minh được các nhà sử học gọi là các "Công nghệ cũ".
Thành phố Luân Đôn chiếm được một thị trấn nhỏ tên là Salzhaken, cướp dân số và tài nguyên của nó, theo lệnh của Thị trưởng Magnus Crome. Tom Natsworthy, một nhà sử học tập sự, xuống khoang trữ đồ của Luân Đôn để thu thập "Công nghệ cũ" của Salzhaken cho Bảo tàng London. Hester Shaw, một phụ nữ hai mươi tuổi đeo mặt nạ ở Salzhakens, cố gắng ám sát Thaddeus Valentine, người đứng đầu Hiệp hội các nhà sử học, nhưng Tom đã can thiệp, đuổi theo Hester. Cô trốn thoát, nhưng trước khi đi đã nói với anh ta rằng Valentine đã giết mẹ cô và để lại vết sẹo trên mặt cô. Khi Tom hỏi cung Valentine về điều này, ông ta đẩy Tom xuống máng.
Tom và Hester buộc phải hợp tác để đi qua Khu vực săn bắn,  và bị đám người sống sót phía Nam phát hiện, truy đuổi khắp nơi. Họ trốn được vào con tàu Scuttlebug, nhưng bị chủ tàu lừa khoá, bắt lại để bán làm nô lệ. Hester nói với Tom rằng Valentine đã giết mẹ cô, một nhà khảo cổ tên Pandora, sau khi đánh cắp một mảnh Công nghệ cũ mà cô tìm thấy khi ở lục địa chết của châu Mỹ, trong khi Hester trốn thoát với một chiếc vòng cổ mà mẹ cô đưa cho. Valentine giải thoát Shrike, một cyborg còn được biết với biệt danh là "Stalker", từ nhà tù đi bộ ngoài khơi Sharkmoor, để tìm và giết Hester. Tại chợ nô lệ của Rustwater, Tom và Hester được giải cứu bởi đặc vụ Liên đoàn Phản Động là Anna Fang. Trong lúc hỗn loạn, họ bị Shrike truy đuổi, người mà Hester nhận ra. Hester giải thích rằng Shrike đã tìm thấy và nuôi nấng cô, và Hester hứa sẽ để ông biến cô thành Stalker như mình, nhưng cô đã rời đi sau khi phát hiện ra rằng London chạy qua Bãi săn Lớn, cho cô cơ hội giết Valentine. Ở Luân Đôn, cô con gái khác của Valentine, Kinda, ngày càng xa cách với cha mình, đặc biệt là sau khi Kỹ sư tập sự Bevis Pod nói cho cô biết Valentine đã đẩy Tom xuống máng trượt. Họ nhận ra dự án năng lượng trong Nhà thờ St Paul không đơn giản, rằng nó đang ẩn giấu thứ gì đó.
Hester và Tom đi trên tàu bay của Anna, chiếc Jenny Haniver, đến thành phố trên không Airhaven, gặp gỡ các thành viên trong Liên đoàn Phản Động. Sau khi hỏi Hester, Tom nhận ra Pandora đã tìm thấy lõi xử lí của MEDUSA, một siêu vũ khí dựa trên năng lượng lượng tử được sử dụng bởi những kẻ hiếu chiến trong trận chiến Sáu mươi phút nhằm phá hủy các thành phố, phá vỡ lớp vỏ Trái đất thành hàng ngàn mảnh rồi sắp xếp lại thành các lục địa như trước đây. Hiệp hội kỹ sư đã đánh cắp các thành phần còn lại từ xưởng của Tom và chế tạo MEDUSA theo yêu cầu của Valentine. Shrike đuổi đến và gây ra hỗn loạn, phá huỷ Airhaven. Nhận ra rằng Hester đang yêu Tom, Shrike giải thoát cho cô, khỏi lời hứa sẽ biến cô thành một người máy trước khi chết. Khi Hester, Tom và Anna đi đến Bức tường khiên cùng với những người sống sót, Valentine đảo chính giết chết thị trưởng Crome, và lôi kéo niềm tin của người dân Luân Đôn, nói sẽ phá hủy Bức tường Khiên bằng MEDUSA và dẫn họ đến một bãi săn mới ở châu Á. Anna thuyết phục Thống đốc Kwan cho phi đội chống lại London, nhưng MEDUSA đã thổi bay cả phi đội, khoét một lỗ lớn trên Bức tường Khiên. Sau khi thấy tượng của Medusa, Hester phát hiện ra rằng chiếc vòng cổ của mẹ cô giấu một "công tắc tử"; một chiếc ổ đĩa có thể làm vô hiệu hóa MEDUSA. Hester, Tom, Anna và những người còn lại của Liên đoàn Phản Động đột nhập vào Luân Đôn, phá pháo phòng không của nó.
Hester và Anna xâm nhập vào nhà thờ St. Paul trong khi Anna chiến đấu với Valentine. Hester phá hủy MEDUSA bằng chiếc ổ đĩa. Nhận ra kế hoạch phá Bức tường Khiên bất thành, Valentine điên cuồng ra lệnh cho tay sai giết toàn bộ nhân lực điều khiển của cả thành phố, nhằm hướng London đâm thẳng vào Tường Khiên như một nỗ lực cuối cùng. Với sự giúp đỡ của Kinda, Tom sử dụng chiếc Jenny Haniver để phá hủy động cơ của London. Hester chiến đấu với Valentine trên chiếc khinh khí cầu của mình, nơi gã tiết lộ rằng bản thân mình là cha ruột cô. Tom giải cứu Hester và bắn hạ con tàu của Valentine. Gã sau đó bị bánh xích của Luân Đôn đè nát. Các cư dân Luân Đôn còn sống sót, dẫn đầu là Kinda, làm hòa với cư dân của Shan Guo, trong khi Tom cùng Hester đi trên chiếc Haniver, và ngắm nhìn thế giới.

## Diễn viên
- Hera Hilmar trong vai Hester Shaw, cô con gái 28 tuổi của Pandora và một sát thủ chạy trốn bị biến dạng, đeo mặt nạ với một kẻ thù truyền kiếp cá nhân chống lại Thaddeus. Cô được nuôi dưỡng bởi cyborg Shrike. 
  - Poppy MacLeod trong vai Young Hester Shaw
- Robert Sheehan trong vai Tom Natsworthy, một nhà nghiên cứu học sinh tuổi hai mươi thuộc tầng lớp thấp, đã rời khỏi thành phố và buộc phải liên minh với Hester và người kháng chiến với tư cách là một phi công.
- Hugo Weaving trong vai Thaddeus Valentine, Phó Thị trưởng Lord, nhà khảo cổ học điên rồ và người đứng đầu quyền lực của Hiệp hội các nhà sử học.
- JiHae trong vai Anna Fang, một phi công, chiến binh, và lãnh đạo của Liên đoàn chống lực kéo, một nhóm kháng chiến băng bó chống lại các thành phố đang di chuyển nuốt chửng tài nguyên của Trái đất.
- Ronan Raftery trong vai Bevis Pod, một Kỹ sư tập sự mà Kinda kết bạn.
- Leila George trong vai Kinda Valentine, con gái của Thaddeus Valentine và là một trong những người ưu tú của London.
- Patrick Malahide trong vai Magnus Crome, Thị trưởng thành phố Luân Đôn.
- Stephen Lang trong vai Shrike, một cyborg (người cuối cùng trong một tiểu đoàn binh sĩ bất tử được gọi là Stalker, những người bị thương trong chiến tranh tái hoạt hình với các bộ phận máy móc) và người bảo vệ của Hester.
- Colin Salmon trong vai Chudleigh Pomeroy, ông chủ lịch sử của Tom.
- Mark Mitchinson trong vai Vambrace, tay sai của Valentine.
- Regé-Jean Page trong vai Đại úy Madzimoyo Khora, một thành viên Ruh-Shan và là phi công của Liên đoàn Chống Traction.
- Menik Gooneratne trong vai Sathya Kuranath, một thành viên Ruh-Shan và phi công của Liên đoàn chống lực kéo.
- Frankie Adams trong vai Yasmina Rashid, một thành viên Ruh-Shan và là phi công của Liên đoàn chống lực kéo.
- Leifur Sigurdarson trong vai Nils Lindstrom, một thành viên của Ruh-Shan và là một phi công của Liên đoàn chống lực kéo.
- Kahn West trong vai Toa Heke, một thành viên Ruh-Shan và phi công của Liên đoàn chống lực kéo.
- Andrew Lees trong vai Herbert Melliphant, một đối thủ của Nhà sử học và Tom.
- Sophie Cox trong vai Clytie Potts, một sử gia quan trọng khác.

Các diễn viên cameo bổ sung: Michael Bennett và vợ của anh ta, Pele, làm cho những khách mời không được công nhận là hai cư dân London; Philip Reeve và con trai của ông là hai người xem Shan Guonese và Peter Jackson đến với vai Sooty Pete, một trong những người bảo vệ của London.

## Sản xuất

### Sự phát triển
Vào tháng 12 năm 2009, nhà làm phim người New Zealand Peter Jackson được cho là đã bắt đầu phát triển một bộ phim dựa trên tiểu thuyết Mortal Engines của Philip Reeve. Vào ngày 24 tháng 10 năm 2016, việc sản xuất bắt đầu từ một bộ phim truyện do Christian Rivers làm đạo diễn, đánh dấu sự ra mắt của đạo diễn. Kịch bản được viết bởi Peter Jackson, Fran Walsh và Philippa Boyens, trong khi Media Rights Capital và Universal Pictures sẽ tài trợ cho bộ phim. Bắn súng đã được lên kế hoạch bắt đầu vào tháng 3 năm 2017 tại Wellington, New Zealand. Nhà sản xuất Zane Weiner và Amanda Walker, cả hai đều làm việc cho The Hobbit, dẫn đầu nhóm nghiên cứu có trụ sở tại New Zealand, cùng với Deborah Forte có trụ sở tại Hoa Kỳ.

### Các diễn viên
Vào tháng 2 năm 2017, Robert Sheehan đã được chọn tham gia bộ phim cho vai chính cùng với Ronan Raftery, trong khi Hera Hilmar được chọn vào vai nữ chính. Gwen Stefani, Ashley Eckstein và Nicky Whelan cũng được xem xét. Vào tháng 3 năm 2017, nhiều diễn viên đã được công bố bao gồm Stephen Lang, JiHae và người mới Leila George. Hugo Weaving, Patrick Malahide, Colin Salmon và Regé-Jean Page đã tham gia bộ phim vào tháng 4 năm 2017. Richard Armitage đã được cung cấp một vai trò nhưng đã vượt qua do xung đột lịch trình.

### Quay phim
Chụp ảnh chính trên phim bắt đầu vào tháng 4 năm 2017, với việc quay phim xảy ra tại Stone Street Studios ở Wellington, New Zealand và được hoàn thành vào tháng 7 năm 2017.

### Các hiệu ứng
Hiệu ứng được cung cấp bởi Weta Digital và được giám sát bởi Ken McGaugh, Kevin Smith và Luke Millar. Weta đã thiết kế các thành phố chuyển đến quy mô thực tế trong CG, trong đó yêu cầu bố trí xây dựng "con rối" đại diện cho các tầng thành phố khác nhau.

## Ngày phát hành
Mortal Engines đã có buổi ra mắt tại Empire, Leicester Square ở London vào ngày 27 tháng 11 năm 2018. Nó được phát hành tại New Zealand bởi Universal Pictures vào ngày 7 tháng 12 năm 2018 và sau đó được phát hành tại Hoa Kỳ vào ngày 14 tháng 12 năm 2018, dưới dạng 3D, Dolby Cinema và IMAX 3D.

### Doanh thu phòng vé
Mortal Engines thu về 16 triệu đô la ở Hoa Kỳ và Canada và 67,7 triệu đô la ở các lãnh thổ khác, với tổng doanh thu trên toàn thế giới là 83,7 triệu đô la, so với ngân sách sản xuất ít nhất 100 triệu đô la.
Deadline Hollywood tính toán bộ phim đã mất hãng phim $ 174,8 triệu, khi bao gồm tất cả các chi phí và doanh thu, khiến nó trở thành một trong những quả bom phòng vé lớn nhất mọi thời đại.
Tại Hoa Kỳ và Canada, Mortal Engines đã được phát hành cùng với Spider-Man: Into the Spider-Verse và The Mule, và ban đầu được dự kiến thu về 101313 triệu đô la từ 3.103 rạp vào cuối tuần. Sau khi kiếm được 2,8 triệu đô la vào ngày đầu tiên (bao gồm 675.000 đô la từ các buổi xem trước vào tối thứ năm), ước tính cuối tuần đã giảm xuống còn 7 triệu đô la. Nó tiếp tục ra mắt tới 7,5 triệu đô la, đứng thứ năm tại phòng vé. Bộ phim đã giảm 77% trong cuối tuần thứ hai xuống còn 1,7 triệu đô la, một trong những lần giảm giá lớn nhất để phát hành rộng rãi mọi thời đại, và kết thúc vào ngày 13.

## Tiếp nhận

### Phê bình
Tại trang web tổng hợp đánh giá phim Rotten Tomatoes, bộ phim giữ tỷ lệ phê duyệt 27% dựa trên 154 đánh giá và xếp hạng trung bình 4,9 / 10. Sự đồng thuận quan trọng của trang web có nội dung: " Động cơ chết không thiếu các hiệu ứng đặc biệt bắt mắt, nhưng thiếu đủ nhiên liệu kể chuyện có chỉ số octan cao để tạo ra sự đốt cháy tưởng tượng tương lai đủ."  Trên Metacritic, bộ phim có điểm trung bình có trọng số là 44 trên 100, dựa trên 33 nhà phê bình, chỉ ra "các đánh giá hỗn hợp hoặc trung bình". Khán giả được bình chọn bởi CinemaScore đã cho bộ phim đạt điểm "B−" trung bình theo thang điểm A + đến F, trong khi PostTrak báo cáo khán giả đã cho bộ phim điểm tổng thể tích cực 66% và "khuyến nghị" thấp "43%"; giám sát phương tiện truyền thông xã hội RelishMix lưu ý phản ứng trực tuyến cho bộ phim là "hỗn hợp, nghiêng về tiêu cực." 
The Guardian ' nhà phê bình phim Peter Bradshaw cho bộ phim 2/5 sao, mô tả nó như là ' steampunk Star Wars, với một chút chỉ số octan thấp của Gilliam và Gaiman trên mặt.' Bradshaw cũng mô tả Mortal Engines là một "bộ phim phiêu lưu giả tưởng đầy mệt mỏi và điên rồ". Tương tự, Tim Robey ' tờ Daily Telegraph ' trao tặng 2/5 sao cho Mortal Engines, mô tả bộ phim là một "công viên giải trí vô căn cứ, vô hồn đi đến hư không."  Nhiều nhà phê bình Andrew Barker ca ngợi Mortal cảnh mở đầu đuổi Engines ' nhưng chỉ trích 'trở nên cồng kềnh, khó hiểu, mệt mỏi, và vô tình kích động' phát triển cốt truyện. Trong khi ca ngợi chiều sâu cảm xúc của bộ phim và điểm số của Junkie XL, Barker đã so sánh Mortal Engines bất lợi với các bộ phim khoa học viễn tưởng khác như Cloud Atlas và Valerian và City of a Thousand Planets.
Trang web tin tức New Zealand Stuff nhà phê bình Graeme Tuckett trao 4/5 sao, ca ngợi đạo diễn Christian Sông cho giai điệu của bộ phim, đi tới đi lui, vũ đạo, bộ, và trang phục trong khi ghi nhận tài liệu tham khảo của bộ phim đến hàng loạt khác, bao gồm Star Wars, Mad Max, và Thành phố của những đứa trẻ đã mất. Tương tự như vậy, The Sydney Morning Herald ' nhà phê bình Sandra trường ca ngợi Peter Jackson cho việc xây dựng thế giới của mình và Mortal Engines ' bình luận xã hội, chính trị và lịch sử, trao nó 4/5 sao. Nhà phê bình Rohan Naahar ' Hindustan Times ' trao giải cho bộ phim 3/5 sao, mô tả Mortal Engines là một "cuộc phiêu lưu trực quan, tuyệt đẹp cho trẻ em" và ca ngợi nội dung chính trị và xã hội của bộ phim. Nhà phê bình của IGN, Rafael Motamayor đã trao giải cho Mortal Engines 7,5 / 10 sao, ca ngợi công trình và hình ảnh thế giới của bộ phim trong khi chỉ trích câu chuyện "quá sức" của nó. Motamayor cũng ca ngợi vai diễn Shrike của Stephen Lang, cho rằng ông đã đưa "một số nhân loại rất cần thiết vào một bộ phim hoàn toàn máy móc." 
Ben Kenigsberg của tờ New York Times quan sát rằng bộ phim đã mượn các yếu tố từ các bộ phim khác bao gồm Star Wars, Mad Max, The Matrix và The Lord of the Rings. David Fear của Rolling Stone đã mô tả bộ phim chuyển thể là "quái vật Frankenstein của steampunk được làm từ phụ tùng", mang lại cho nó 2,5 trên năm sao. Glenn Kenny của RogerEbert.com đã trao giải cho bộ phim 1,5 sao, mô tả câu chuyện của bộ phim có nhịp độ "đáng cười và lộng lẫy" và ví bộ phim với một quả bom phòng vé khác, Jupiter Asupinating của Wachowskis. Sandy Schaffer của Screen Rant trao bộ phim 2,5 trong số năm ngôi sao, ca ngợi Mortal Engines ' thiết kế thế giới và hình ảnh nhưng chỉ trích những gì cô gọi là 'câu chuyện tẻ nhạt của nó và làm phim vô duyên.' 

### Phản hồi của tác giả
Philip Reeve, tác giả của tiểu thuyết Mortal Engines, đã ca ngợi bộ phim, nói rằng "Christian Rivers đã làm một công việc tuyệt vời - một bộ phim hành động tuyệt vời, trực quan tuyệt vời với nhịp độ hoàn hảo và cốt lõi cảm xúc chân thực... có nhiều thay đổi đối với các nhân vật, thế giới và câu chuyện, nhưng về cơ bản nó vẫn giống nhau. " 

### Các giải thưởng
Bộ phim đã giành được một giải thưởng từ Hiệp hội hiệu ứng hình ảnh cho hiệu ứng hình ảnh của nó. Tại lễ trao giải Hiệp hội hiệu ứng hình ảnh lần thứ 17 vào ngày 5 tháng 2 năm 2019, nhóm hiệu ứng hình ảnh của Matthew Sandoval, James Ogle, Nick Keller, Sam Tack, đã được vinh danh ở hạng mục Người mẫu xuất sắc trong Dự án Photoreal hoặc Hoạt hình cho thiết kế của họ. thành phố Luân Đôn.
Trong khi Peter Jackson tuyên bố rằng ông rất muốn phát triển một bộ phim, không có thông báo chính thức nào về kế hoạch cho phần tiếp theo. Khi được hỏi về khả năng của một bộ phim thứ hai, nhà biên kịch Philippa Boyens nói rằng "chủ yếu, điều này phải hoạt động như một bộ phim. Đây có thể là người duy nhất... Tôi hy vọng không phải vì tôi nghĩ rằng câu chuyện sẽ ngày càng tốt hơn. "

## Các liên kết
- Website chính thức
- Mortal Engines trên Internet Movie Database